# چارلی کوپرمن
چارلی کوپرمن (زاده ۹ نوامبر ۱۹۵۰) مشاور امنیت ملی ایالات متحده دولت دونالد ترامپ است. وی از ژانویه سال ۲۰۱۹ در این دولت خدمت کرده‌است. از تاریخ ۱۰ سپتامبر ۲۰۱۹، پس از آنکه که جان بولتون مشاور امنیت ملی ایالات متحده از این مقام استعفا داد، کوپرمن مشاور موقت امنیت ملی ایالات متحده شد.

## پیش‌زمینه

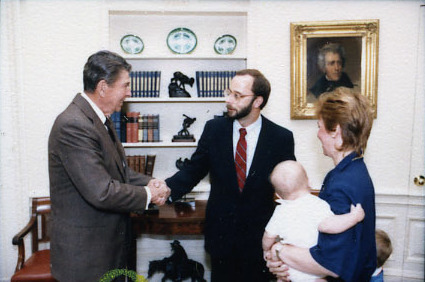
کوپرمن در حال احوال‌پرسی با رونالد ریگان

کوپرمن مدیریت ارشد شرکت لاکهید مارتین وابسته به صنایع نظامی و هوافضایی آمریکا را بر عهده داشته‌است
وی همچنین در دهه ۱۹۸۰ همکاری‌هایی با دولت رئیس‌جمهور پیشین آمریکا رونالد ریگان داشته‌است.
کوپرمن بین سالهای ۲۰۰۱ تا ۲۰۱۰ در هیئت مدیره مرکز سیاست‌های امنیتی (CSP) مشغول خدمت بود.
کوپرمن یهودی است.

## تحصیلات
کوپرمن در سال ۱۹۷۲ لیسانس علوم سیاسی را از دانشگاه پوردو به دست آورد. وی مدرک فوق لیسانس روابط بین‌الملل خود را از دانشگاه بریتیش کلمبیا در سال ۱۹۷۳دریافت کرد. پایان نامهٔ کارشناسی ارشد وی تحت عنوان" استراتژی، فناوری و ساخت دکترین‌های استراتژیک ایالات متحده در سال‌های ۱۹۷۲–۱۹۴۵" بود. کوپرمن در سال ۱۹۸۰ دکتری مطالعات استراتژیک را در دانشگاه کالیفرنیای جنوبی اخذ کرد. پایان‌نامه دکتری وی تحت عنوان "بحث SALT II "بود. SALT کوتاه شدهٔ عبارتStrategic Arms Limitation Talks به معنای گفتگوی محدودسازی جنگ‌افزار راهبردی که بین آمریکا و اتحاد جماهیر شوروی در جریان جنگ سرد برقرار بود، می‌باشد.